# Abhisamayalambkaraloka
Abhisamayalambkaraloka (Sanskrit für „Erleuchtung des Abhisamayalambkara“) ist ein wichtiger Beitrag zur exegetischen Literatur über die Prajnaparamita-Sutras der mahayana-buddhistischen Tradition und einer der am meisten studierten Texte in tibetischen Klöstern.
Die Prajnaparamita-Sutras mit ihrer Betonung der Lehre von der ontologischen „Leerheit“ und der Erlangung des Nirwana durch vollkommene Weisheit wurden in einem kurzen Kommentar systematisiert, der als Abhisamayalambkara bekannt ist. (Abhisamaya bedeutet entweder „Einsicht“ oder „Vereinigung“ und bezeichnet die buddhistische Schulung zur Erleuchtung; alambkara ist eine literarische Form in Versen). Der letztgenannte Text erforderte eigene Kommentare, die in Tibet bis in die Neuzeit verfasst wurden.
Der Autor ist Haribhadra. Sein um 750 verfasster Text wurde im 10. oder 11. Jahrhundert aus dem Sanskrit ins Tibetische übersetzt.
Der Abhisamayalambkaraloka enthält auch einen ausführlichen Kommentar zum Ashtasahasrika Prajnaparamita.